# Alfred Fitch
Alfred Fitch (Alfred Lord Fitch, kurz auch Al Fitch; * 1. Dezember 1912 in New York City; † 17. Februar 1981 in Orange, Kalifornien) war ein US-amerikanischer Leichtathlet, der im Wesentlichen auf der langen Sprintstrecke im 400-Meter-Lauf antrat.
Bei den Qualifikationswettbewerben zur Olympiade 1936 wurde er Vierter unter den fünf Erstplatzierten, die alle für Kalifornien starteten. Seine Bestzeit waren handgestoppte 47,0 s bei den NCAA-Wettbewerben 1936, knapp hinter Archie Williams mit ebenfalls 47,0 s. Auf der Strecke über 440 Yards wurde er im Mai 1936 bei den Wettkämpfen der Pacific Coast Conference in Berkeley Zweiter mit seiner Bestzeit von 47,4 s. 
Für die Vereinigten Staaten startete er bei den Leichtathletikwettbewerben der Olympischen Spiele 1936 in Berlin im Staffelwettbewerb auf der 400-Meter-Strecke. Zusammen mit Harold Cagle, Robert Young und Edward O’Brien gewann er in 3:11,0 min die Silbermedaille.